# Pieter Barbiers (II)
Pieter Barbiers, in de literatuur ook vermeld als Pieter II Barbiers Pzn,  (gedoopt Amsterdam, 26 oktober 1749 – aldaar, 26 oktober 1842) was een Nederlandse schilder. 

## Leven en werk
Barbiers, lid van de schildersfamilie Barbiers, werd gedoopt in de rooms-katholieke kerk De Lely in Amsterdam als zoon van kunstschilder Pieter Barbiers (1717-1780) en Pieternella de Maagd (1716-1779). Hij trouwde met Euphemia Brandhoff en na haar overlijden met Ida Egbers. Zijn zoons Bartholomeus Barbiers (1783-1816) en Johannes Franciscus Barbiers (1806-1848) werden ook kunstschilder.
Barbiers was een leerling van zijn vader. Hij werd op 1 juli 1786 ingeschreven als lid van het Amsterdamse Schildersgilde, waarvoor hij in 1796 bedankte. In 1822 werd hij lid van de Koninklijke Academie. Hij was in zijn tijd een belangrijk behangschilder. Hij schilderde vooral Gelderse en Drentse boslandschappen en Hollandse duinlandschappen. Hij gaf les aan onder anderen Carel Lodewijk Hansen, Johannes Rienksz Jelgerhuis, Daniël Kerkhoff, Thomas van Leent, Jacobus Pelgrom, Petrus Antonius Ravelli, Abraham Johannes Ruytenschildt, Johan Christiaan Willem Saft, Barend Hendrik Thier, Pier Johannes de Visser en Henricus Franciscus Wiertz.